# Onthobium asperatum
Onthobium asperatum är en skalbaggsart som beskrevs av Fauvel 1903. Onthobium asperatum ingår i släktet Onthobium och familjen bladhorningar.
Artens utbredningsområde är Nya Kaledonien. Inga underarter finns listade i Catalogue of Life.